# The Janky Promoters
Pour plus de détails, voir Fiche technique et Distribution.
The Janky Promoters est un film américain réalisé par Marcus Raboy (en), sorti en 2009.

## Synopsis
Deux promoteurs de concerts louches tentent de recruter une star du rap.

## Fiche technique
- Titre : The Janky Promoters
- Réalisation : Marcus Raboy (en)
- Scénario : Ice Cube
- Musique : John Murphy
- Photographie : Tom Priestley Jr.
- Montage : Robert Ivison
- Production : Matt Alvarez et Ice Cube
- Société de production : Cube Vision et Dimension Films
- Société de distribution : Third Rail Releasing (États-Unis)
- Pays :  États-Unis
- Genre : Comédie policière
- Durée : 85 minutes
- Dates de sortie : 
  -  États-Unis : 16 octobre 2009

## Distribution
- Ice Cube : Russell Redds
- Mike Epps : Jellyroll
- Young Jeezy : lui-même
- Lahmard J. Tate : Percy
- Darris Love : Mondo
- Julio Oscar Mechoso : John Glanville
- Lil J.J. : Yung Semore
- Glenn Plummer : l'officier Ronnie Stixx
- Juanita Jennings : Momma
- Aloma Wright : Mlle. Ann
- Jowharah Jones : Loli Tyson
- Tamala Jones : Regina
- Joey Greco : Kevin Maline

## Anecdotes
Dans une interview, Ice Cube a déclaré que le film n'était pas fini  et que la sortie DVD s'était faite sans son consentement.